# Дикран зморшкуватий
Дикран зморшкуватий (Dicranum rugosum) — вид листостеблових мохів родини дикранові (Dicranaceae). Широко поширений в Україні, нерідко домінує у хвойних лісах.

## Опис
Рослина заввишки до 10 см, утворюють жовто-зелені дернини. Листки шиловидно-загострені, односторонньозігнуті або прямі, сильно поперечнохвилясті, гостропилчасті по краю, з багатошаровими паренхімними клітинами вушок при основі. Клітини листка вгорі прозенхімні, ромбічні. Жилка закінчується перед верхівкою листка, на спинці вгорі має поздовжні пилчасті зелені пластинки.
На верхівках рослин є від одного до п'яти спорогонів, з жовто-червоними тонкими ніжками. Коробочка циліндрична, нахилена, зігнута, має кришечку з одним довгим дзьобиком. Перистома має 16 зубців, червоних внизу і блідих вгорі, на зовнішньому боці поздовжньо покреслених.